# Xysticus jabalpurensis
Xysticus jabalpurensis là một loài nhện trong họ Thomisidae.
Loài này thuộc chi Xysticus. Xysticus jabalpurensis được Pawan U. Gajbe & Pawan U. Gajbe miêu tả năm 1999.